# Tour d’Europe 1956
Das Etappenrennen Tour d’Europe 1956 war nach 1954 die zweite und auch letzte Ausgabe der Tour d’Europe, ein Etappenrennen durch mehrere europäische Länder. Veranstalter waren die Zeitungen L’Équipe, Le Parisien libéré, La Gazzetta dello Sport. Die Tour fand vom 8. bis 18. August statt.

## Teilnehmer
Teilnahmeberechtigt waren Radrennfahrer, die als Amateure oder Unabhängige aktiv waren. Es starteten Nationalmannschaften aus 12 Ländern. Prominenter Starter war Stanisław Królak, der 1956 die Internationale Friedensfahrt gewonnen hatte. Für den Bund Deutscher Radfahrer waren Hanns Brinckmann, Klaus Bugdahl, Willy Funke, Fritz Grünefeld, Jürgen Meinhold, Karl-Heinz Meier und Wilfried Thaler nominiert. Neben Jugoslawien, Italien, Österreich, Deutschland, Frankreich stellten auch die Schweiz, die Niederlande, Großbritannien, Polen, Dänemark, Finnland und Rumänien Mannschaften mit je sieben Fahrern. Von den 88 Startern kamen 52 ins Ziel. Bester Deutscher wurde Klaus Bugdahl auf dem 23. Rang. Es gab eine Altersbeschränkung, die Fahrer durften nicht älter als 27 Jahre sein.

## Etappen
Die Rundfahrt führte über insgesamt zehn Etappen ohne Ruhetage über eine Distanz von 1.740 Kilometern.

### 1. Etappe
Die erste Etappe führte über 180 Kilometer von Zagreb nach Rijeka. Fast das gesamte Teilnehmerfeld sprintete um den Tageserfolg. Rivière setzte sich vor dem Tour-Favoriten Fallarini durch.

### 2. Etappe
Die 2. Etappe führte von Rijeka nach Udine über eine Strecke von 180 Kilometern. Fallarini gewann den Abschnitt souverän. Bis zum 7. Platz lagen die Fahrer nur wenige Sekunden auseinander. Claude Leclerq hatte auf dem 8. Rang bereits einen Rückstand von fast zehn Minuten. Der Zweite der Etappe, Adolf Christian, übernahm das Führungstrikot.

### 3. Etappe
Der Kurs der 3. Etappe führte von Udine nach Trient. 220 Kilometer waren zu fahren. Wiederum siegte mit Fallarini ein Fahrer der Unabhängigen, der sich damit auch das rosa-gelbe Führungstrikot sicherte. Auch auf dieser Etappe hatten die Fahrer ab dem 7. Etappenplatz bereits Zeitrückstände von mehr als sechs Minuten.

### 4. Etappe
Die 4. Etappe führte über 179 von Trient nach Innsbruck. Ferlenghi aus dem italienischen Team gewann die Etappe als Solist. Klaus Bugdahl kam mit der Verfolgergruppe ins Ziel. Adolf Christian holte sich das Führungstrikot zurück.

### 5. Etappe
Die 5. Etappe wurde über 220 Kilometer von Innsbruck nach Ulm gefahren. Erneut siegte ein mit Ulliana ein Italiener aus einer kleinen Fluchtgruppe vor Rivière, der aber mit dem 2. Platz auf der Etappe die Führung im Gesamtklassement übernahm.

### 6. Etappe
Die 6. Etappe von Ulm nach Stuttgart wurde über eine Distanz von 114 Kilometern absolviert. Mit Bruno Tognacchini gab es einen weiteren italienischen Erfolg aus einer Gruppe von acht Fahrern, zu der auch die Österreicher Richard Durlacher und Stefan Mascha gehörten.

### 7. Etappe
Die 7. Etappe ging von Stuttgart nach Straßburg und war 156 Kilometer lang. Piet van Est holte den ersten Tageserfolg für das niederländische Team vor Durlacher.

### 8. Etappe
Die 8. Etappe von Straßburg nach Nancy über 174 Kilometer sah mit Roberto Falaschi wieder einen Fahrer des dominanten italienischen Teams im Sprint des großen Feldes in Front.

### 9. Etappe  1. Teil
Die Etappe führte von Nancy nach Étain mit einer Länge von 84 Kilometern, die Mario Gervasoni am schnellsten aus einer Gruppe von neun Fahrern meisterte.

### 9. Etappe  2. Teil
Am Nachmittag des Tages ging es von Étain nach Longwy in einem Einzelzeitfahren über 49 Kilometer. Hier siegte Rivière vor Marcel Rohrbach.

### 10. Etappe
Die Etappe von Longwy nach Namur über 184 Kilometer gewann Constantin Dumitruscu aus Rumänien, der einen geringen Vorsprung aus einer Soloflucht ins Ziel retten konnte.

## Gesamtwertung (Rosa-Gelbes Trikot)
Im Endklassement setzte sich Rivière dank seiner starken Zeitfahrleistung und einer guten Unterstützung durch sein Team durch. Der Österreicher Christian, der mehrfach das Führungstrikot trug, beendete die Rundfahrt als Vierter. Friedensfahrtsieger Krolak wurde 30. des Endklassements. Bester Fahrer aus Osteuropa wurde der Jugoslawe Veselin Petrović auf dem 12. Rang.
| Platz | Name               | Mannschaft | Zeit        |
| ----- | ------------------ | ---------- | ----------- |
| 1.    | Roger Rivière      | Frankreich | 47:56:58 h  |
| 2.    | Marcel Rohrbach    | Frankreich | + 3:31 min  |
| 3.    | Gianni Ferlenghi   | Italien    | + 7:43 min  |
| 4.    | Adolf Christian    | Österreich | + 8:10 min  |
| 5.    | Claude Leclerqu    | Frankreich | + 11:17 min |
| 6.    | Roberto Falaschi   | Italien    | + 12:21 min |
| 7.    | Giuseppe Fallarini | Italien    | + 19:36 min |
| 8.    | Mario Zuliani      | Italien    | + 23:14 min |
| 9.    | Stefan Mascha      | Österreich | + 23:19 min |
| 10.   | Georges Volckaert  | Belgien    | + 24:43 min |
| 0 …   |                    |            |             |